# Estación de Calañas
Calañas es una estación ferroviaria situada en el municipio español homónimo, en la provincia de Huelva, comunidad autónoma de Andalucía. Cuenta con servicios de Media Distancia. Las instalaciones ferroviarias cumplen también funciones logísticas.

## Situación ferroviaria
Las instalaciones se encuentran ubicadas en el punto kilométrico 129,8 de la línea férrea de ancho ibérico que une Zafra con Huelva, a 280 metros de altitud sobre el nivel del mar, entre los apeaderos de El Tamujoso y de Los Milanos. El tramo es de vía única y está sin electrificar.

## Historia
La estación fue abierta al tráfico el 23 de julio de 1886, con la apertura del tramo Huelva-Valdelamusa de la línea férrea que pretendía unir Zafra con Huelva. Las obras corrieron a cargo de la Zafra-Huelva Company. Esta modesta compañía de capital inglés mantuvo la explotación del recinto hasta 1941, fecha en que se produjo la nacionalización de la red ferroviario de ancho ibérico en España y la creación de la empresa estatal RENFE. Entre 1982 y 2001 estuvo operativo un ramal que enlazaba la estación de Calañas con una instalación industrial que daba servicio a la mina de Sotiel Coronada.
Desde el 1 de enero de 2005, tras la división de la antigua RENFE, el Adif es el titular de las instalaciones ferroviarias.

## La estación
El complejo ferroviario se encuentra situado al este de la población. No conserva su edificio de viajeros original, que ha sido sustituido por uno de aspecto funcional y planta baja. En una de sus fachadas cuenta con un soportal formado por cuatro arcos de medio punto. Dispone de dos andenes, uno lateral y otro central al que acceden tres vías numeradas como vías 2 (andén lateral), 1 y 3 (andén central). A estas tres vías hay que unir otras cuatro más que acaban en toperas.

## Servicios ferroviarios

### Media Distancia
En esta estación efectúan parada los servicios de Media Distancia de la línea 73 de Media Distancia de Renfe y que tienen como principales destinos las ciudades de Huelva y  Jabugo. Otro MD continúa a Zafra en fines de semana y allí se puede hacer trasbordo y alcanzar destinos como Mérida, Cáceres, Plasencia, Talavera de la Reina y Madrid. 

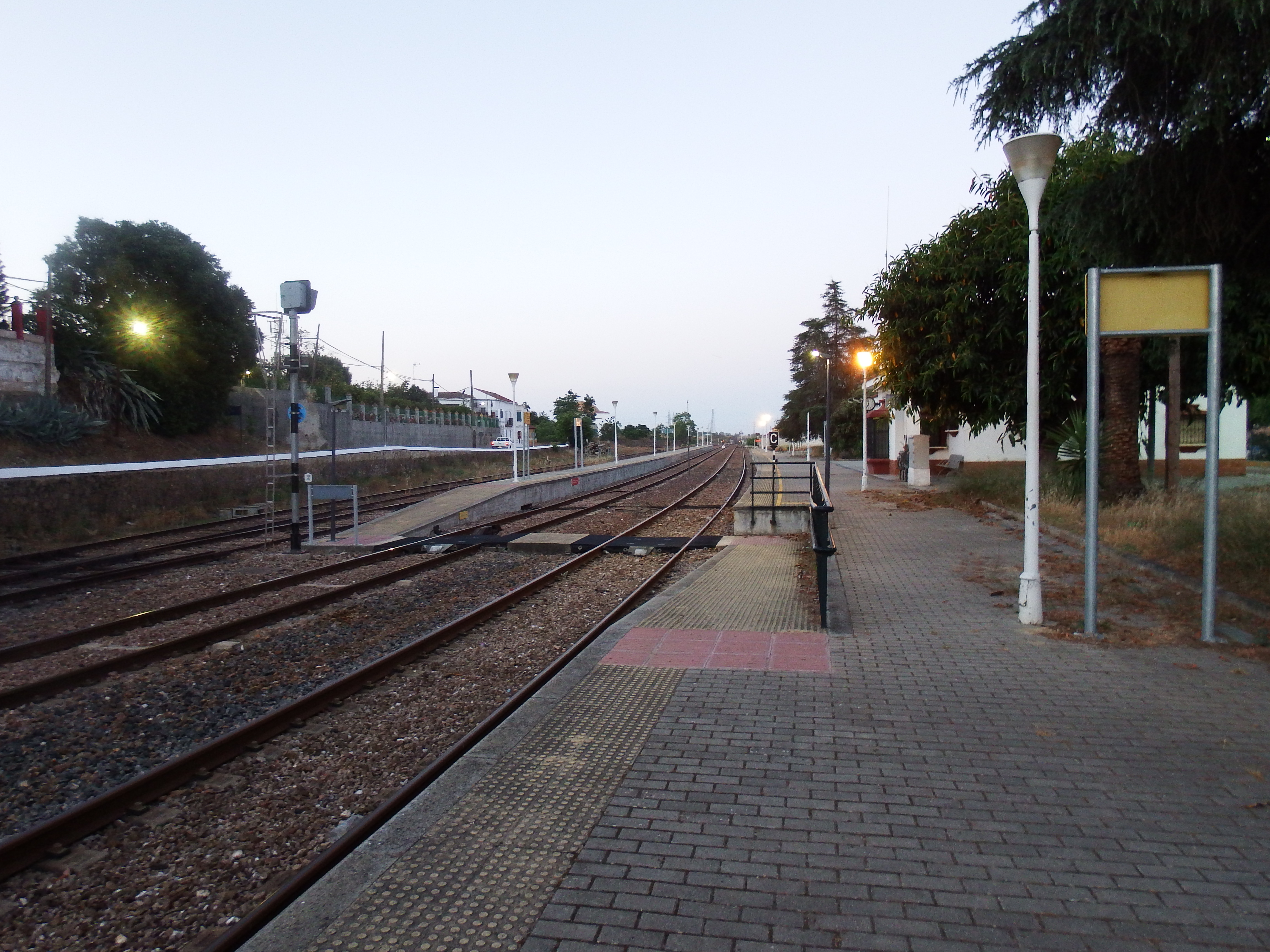
Vías y andenes de la estación de Calañas, en junio de 2022.

| Línea MD | Trenes | Origen/Destino |  | Destino/Origen      |
| -------- | ------ | -------------- |  | ------------------- |
| 73       | MD     | Huelva         |  | Jabugo-Galaroza     |
| 73       | MD     | Huelva         |  | Zafra Madrid-Atocha |